# باسة (اسم)
بَاسَّة هو اسم علم مؤنث من أصل عربي، ومعناه هو صانعة البسيسة والمفرقة الشيء والطاردة والمنحية، ومن تسوق الإبل سوقا سهلا.